# Mesoplodon
Mesoplodon Gervais, 1850 è un genere che comprende quattordici specie di mesoplodonti; è il genere più numeroso dell'ordine dei cetacei. Due specie sono state descritte recentemente, nel 2001 e nel 2014, e i biologi marini sostengono che in futuro se ne scopriranno ancora altre. Sono il gruppo meno conosciuto di grandi mammiferi.

## Etimologia
Il nome del genere deriva dal greco meso - (metà) - hopla (armato) - odon - (denti) e si traduce come 'armato con un dente al centro della mascella'.

## Tassonomia
Il genere comprende le seguenti specie:
- Mesoplodon bidens Sowerby, 1804 - balena dal becco di Sowerby
- Mesoplodon bowdoini Andrews, 1908 - balena dal becco di Andrews
- Mesoplodon carlhubbsi Moore, 1963 - balena dal becco di Hubbs
- Mesoplodon densirostris Blainville, 1817 - balena dal becco di Blainville
- Mesoplodon eueu Carrol et al., 2021 - balena dal becco di Ramari[1]
- Mesoplodon europaeus Gervais, 1855 - balena dal becco di Gervais
- Mesoplodon ginkgodens Nishiwaki e Kamiya, 1958 - balena dal becco di Nishiwaki
- Mesoplodon grayi von Haast, 1876 - balena dal becco di Gray
- Mesoplodon hectori Gray, 1871 - balena dal becco di Hector
- Mesoplodon hotaula Deraniyagala, 1963[2] - balena dal becco di Deraniyagala
- Mesoplodon layardii (Gray, 1865) - balena dal becco di Layard
- Mesoplodon mirus True, 1913 - balena dal becco di True
- Mesoplodon perrini Dalebout et al., 2002 - balena dal becco di Perrin
- Mesoplodon peruvianus Reyes, Mead e Van Waerebeek, 1991 - balena dal becco pigmea
- Mesoplodon stejnegeri True, 1885 - balena dal becco di Stejneger
- Mesoplodon traversii (Gray, 1874) - balena dai denti a spatola

La balena dal becco di Longman (nota anche come balena dal becco indo-pacifica) viene classificata a volte nel genere Mesoplodon. Comunque, la maggior parte degli autori segue la teoria di Joseph Curtis Moore, che negli anni '60 la classificò in un genere monospecifico - Indopacetus.

## Descrizione
Le balene dal becco generalmente hanno dimensioni medio-grandi per essere balene con i denti, 3-6 metri di lunghezza, ma sono più piccole rispetto alle balene dal naso a bottiglia e alle balene dal becco giganti. In tutte le specie le femmine sono delle stesse dimensioni o più grandi dei maschi, ma i maschi hanno generalmente una colorazione più intensa e una dentatura particolare. In alcune specie la mascella inferiore forma spesso un grosso arco che a volte si estende sopra il rostro, dandole un aspetto paragonabile ad uno scivolo da divertimento. Ogni specie ha grandi denti (talvolta simili a zanne) di dimensioni, forma e posizione variabili. La balena dal becco di Gray fa eccezione, con i suoi numerosi piccoli denti, forse funzionali, sulla mascella inferiore. I maschi della maggior parte delle specie sono ricoperti da cicatrici provocate dai denti degli altri maschi. Spesso entrambi i sessi presentano i segni dei morsi degli squali cookie-cutter. La pinna dorsale è piuttosto piccola ed è situata tra i due-terzi e i tre quarti della linea del dorso dell'animale. Non esistono informazioni sulla longevità e sull'allattamento, e neanche sulla gestazione.

## Biologia
La maggior parte delle specie vengono osservate molto raramente e conosciamo poco sul loro comportamento. Vivono generalmente in gruppi, forse diversi a seconda del sesso. Alcune specie sono così rare che non sono ancora state osservate vive. In superficie sono generalmente nuotatrici molto lente e non emettono soffi evidenti. Non sono mai state viste nemmeno sbattere la coda sulla superficie. Si immergono tutte molto in profondità e generalmente si nutrono solamente di calamari.
Particolare rilevanza scientifica (per le considerazioni comportamentali, ecologiche e migratorie che ne possono derivare) assume l'avvistamento - al largo delle coste della Sardegna nord-orientale - di un esemplare di mesoplodonte, verificatosi nel mese di giugno 2012. Autori della scoperta sono due studenti di Scienze Naturali dell'Università degli Studi di Sassari (Mattia Leone e Gabriele Costa), nell'ambito del progetto di ricerca "Cetacei pelagici dei mari della Sardegna: una biorisorsa prioritaria" coordinato dalla dott.ssa Renata Manconi del Dipartimento di Scienze della Natura e del Territorio (DIPNET) della stessa Università e oggetto della tesi di dottorato del dott. Luca Bittau (Scuola di Dottorato in Scienze della Natura e delle sue Risorse). Tale scoperta rappresenta il primo caso di avvistamento di un individuo vivo nella storia del Mediterraneo.

## Conservazione
I mesoplodonti sono completamente sconosciuti e quindi non sappiamo se le loro popolazioni siano a rischio. Sono stati cacciati occasionalmente dai giapponesi, ma mai direttamente. Sono rimasti anche intrappolati accidentalmente nelle reti da pesca. Non sappiamo quanto questi fattori possano influire sulla loro popolazione.